# Capricorn One
Capricorn One è un film del 1978 diretto da Peter Hyams.
La trama è ispirata alla teoria del complotto sull'Apollo 11 che sostiene che la missione relativa al primo sbarco umano sulla Luna sarebbe stata un inganno orchestrato dalla NASA.

## Trama
A Cape Canaveral è il conto alla rovescia per il lancio della missione Capricorn One per il pianeta Marte, frutto di sedici anni di ricerca e con grande dispendio di mezzi e di capitale. L'equipaggio è costituito dai militari Charles Brubaker, comandante della missione, Peter Willis e l'afroamericano John Walker. Il disinteresse della politica, evidenziato dalla presenza al lancio del solo vicepresidente, è motivo di frustrazione per il dottor James Kelloway, responsabile del progetto. Insieme a pochissimi collaboratori, egli è a conoscenza di un difetto non riparabile ad un componente vitale per la missione (l'alimentatore). Entro tre settimane tale componente sarebbe certamente andato in avaria comportando la morte di tutti e tre gli astronauti. Pur di portare avanti il programma spaziale, che egli teme verrebbe cancellato alla notizia di tale insuccesso dopo i cospicui investimenti impiegati, Kelloway ha architettato una messinscena onde evitarne la soppressione.
Pochi minuti prima del lancio, i tre astronauti vengono fatti evacuare in gran segreto dalla capsula, facendo partire il razzo privo di equipaggio. Trasferiti in una base segreta in pieno deserto, i tre astronauti vengono costretti, sotto la minaccia di ritorsioni nei confronti delle rispettive famiglie, a recitare la simulazione dell'intera missione su Marte (compreso l'atterraggio sul pianeta e le comunicazioni televisive con la Terra) all'interno di una sorta di grande studio televisivo. Il pubblico e il Controllo Missione a Houston ignorano completamente la macchinazione (le voci e i segni vitali dell'equipaggio sono stati registrati durante le prove dell'intera missione), mentre un tecnico addetto alla telemetria inizia a notare delle anomalie e lo riferisce a un suo amico giornalista, Robert Caulfield, per poi sparire misteriosamente. Lo stesso cronista, davanti alla forte reticenza dell'ente spaziale ed alla sparizione di ogni traccia del suo amico, subisce alcuni attentati (tra i quali il sabotaggio dei freni della propria autovettura) ai quali scampa fortunosamente. Contattando Kay, la moglie del colonnello Brubaker, nota in lei un sospetto per un precedente dialogo con il marito, dove si menziona un set cinematografico western, e che potrebbe sembrare un indizio per considerare l'idea di una messa in scena. Al momento del rientro sulla Terra si riscontra un'avaria allo scudo termico e la navicella viene distrutta. I tre uomini dell'equipaggio si rendono conto che dovranno venire uccisi per mantenere segreta la messinscena. Brubaker e i compagni fuggono quindi con un jet, ma sono costretti a un atterraggio di fortuna in pieno deserto.
Nel frattempo Caulfield, che era stato arrestato con la falsa accusa di possesso di stupefacenti, viene rilasciato su cauzione ma è licenziato dal giornale. Si rivolge così a una collega e amica, Judy Drinkwater, che gli presta dei soldi e la propria auto e lo informa dell'esistenza di una base militare abbandonata, a 300 miglia da Houston, nella quale Caulfield trova il set cinematografico utilizzato per simulare la missione e l'atterraggio su Marte. Il ritrovamento di una medaglietta di Brubaker diventa la conferma definitiva dei suoi sospetti. Willis e Walker vengono uccisi dagli uomini di Kelloway. Caulfield noleggia un aereo adibito alla disinfestazione e riesce a trovare Brubaker, salvandolo dalla cattura. Nella sequenza finale, Kelloway, insieme alle vedove degli astronauti, sta assistendo a una cerimonia commemorativa presieduta dal Presidente ma inaspettatamente giungono Brubaker e Caulfield, ed il loro arrivo pone fine all'inganno.

## Distribuzione
Nella versione televisiva italiana vi è l'aggiunta di alcuni dialoghi in lingua originale sottotitolati, tra il direttore del programma spaziale e gli astronauti. In quella in DVD vi sono i minuti iniziali con il finto lancio del razzo e il commento dello speaker, anche qui in inglese sottotitolato.
Nella versione italiana, davanti all'assurdo della situazione, uno degli astronauti spera di trovarsi in uno sketch di Specchio segreto, una trasmissione RAI degli anni sessanta, omologo dello statunitense Candid Camera.

## Riconoscimenti
- 1979 - Academy of Science Fiction, Fantasy & Horror Films
  - Candidatura al miglior film di fantascienza
  - Candidatura alla miglior attrice non protagonista a Brenda Vaccaro
  - Candidatura ai migliori effetti speciali a Rube Miller
  - Candidatura ai migliori costumi a Patricia Norris
- 1978 - The Stinkers Bad Movie Awards
  - Candidatura al miglior attore non protagonista a O.J. Simpson

## Opere derivate
- Dalla sceneggiatura del film è stato tratto un romanzo omonimo pubblicato sempre nel 1978 da Ken Follett sotto lo pseudonimo di Bernard L. Ross.[1]
- Negli Stati Uniti dalla sceneggiatura del film fu tratto un romanzo di Ron Goulart con lo stesso titolo nel 1978, pubblicato in Italia da Sonzogno.